# Bernhard Schlink
Bernhard Schlink (Bielefeld, 6 de julho de 1944) é um jurista e escritor alemão, professor de direito e filosofia na Universidade Humboldt de Berlim desde 1996. Neto do físico alemão Wilhelm Schlink.

## Carreira
Sua obra de ficção mais renomada é o livro Der Vorleser (O Leitor) publicado em 39 idiomas e adaptado para o cinema pelo diretor inglês Stephen Daldry.[carece de fontes?]
Na pesquisa jurídica, Schlink é o principal constitucionalista adepto da Teoria Liberal dos Direitos Fundamentais e sobre o critério da proporcionalidade diante das intervenções estatais. Dentre seus seguidores no Brasil, destaca-se Leonardo Martins, professor de direito constitucional da Universidade Federal do Rio Grande do Norte (UFRN).[carece de fontes?]

## Obras

### Jurídicas
- Grundrechte. Staatsrecht II (com Bodo Pieroth), ISBN 978-3-8114-9306-3
- Polizei- und Ordnungsrecht mit Versammlungsrecht (com Michael Kniesel e Bodo Pieroth) ISBN 978-3-406-58064-2
- Bioética à luz da liberdade científica: Estudo de Caso Baseado na Decisão do STF Sobre a Constitucionalidade da Lei de Biossegurança e no Direito Comparado Alemão (com Leonardo Martins), ISBN 978-8-5224-8977-0

### Ficção
- 1962 - Der Andere - O Outro (Record, 2009)
- 1987 - Selbs Justiz (com Walter Popp), ISBN 3-257-21543-6
- 1988 - Die gordische Schleife, ISBN 3-257-21668-8
- 1992 - Selbs Betrug, ISBN 3-257-22706-X
- 1995 - Der Vorleser, ISBN 3-257-22953-4 - O leitor (Record, 2009)
- 2000 - Liebesfluchten, ISBN 3-257-23299-3 - O outro homem e outras histórias ou Amor em Fuga (Record, 2012)
- 2001 - Selbs Mord ISBN 3-257-23360-4
- 2006 - Die Heimkehr ISBN 3-257-86136-2 - A Volta para Casa (Record, 2009)
- 2008 - Das Wochenende ISBN 978-3-257-06633-3 - O Fim de Semana (Record, 2010)
- 2010 - Sommerlügen – Geschichten - Mentiras de Verão (Record, 2015)
- 2014 - Die Frau auf der Treppe - A Mulher na Escada (Record, 2018)
- 2018 - Olga
- 2020 - Abschiedsfarben
- 2021 - Die Enkelin

### Ensaios
- 2000 - Heimat als Utopie, ISBN 3-518-06613-7
- 2005 - Vergewisserungen – Über Politik, Recht, Schreiben und Glauben, ISBN 3-257-06483-7
- 2011 - Gedanken über das Schreiben. Heidelberger Poetikvorlesungen. ISBN 978-3-257-06783-5

### Outros em português
- A Menina Com a Lagartixa (Record, 2010) Novela publicada originalmente como Das Mädchen mit der Eidechse, na compilação Liebesfluchten (2000).